# حور فريمونت
حور فريمونت (الاسم العلمي: Populus fremontii) هي نوع نباتي يتبع جنس الحور من الفصيلة الصفصافية.  